# Bollino di sincronizzazione

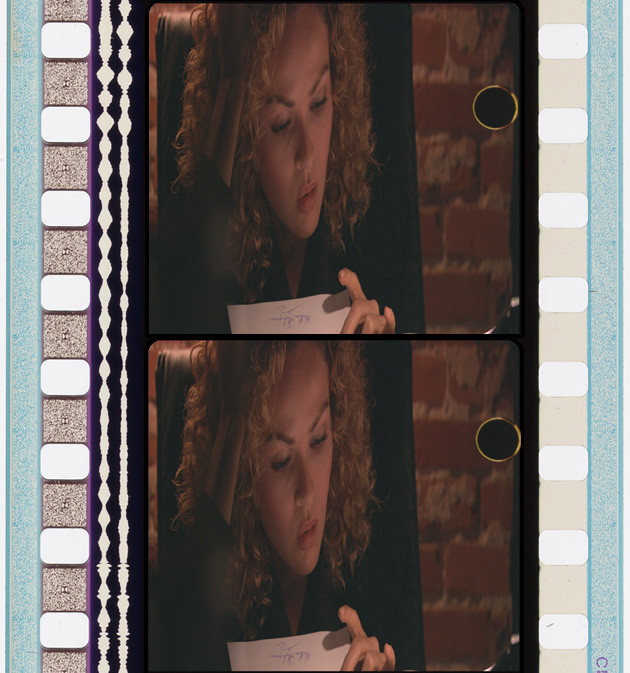
Esempio di bollini su due fotogrammi di pellicola 35mm.

Nella terminologia cinematografica con bollini di sincronizzazione bruciature di sigaretta o segnali di coda si indicano i segni, presenti nella parte superiore destra di un fotogramma, che segnalano la fine di un rullo di pellicola.
I proiettori cosiddetti verticali utilizzano soprattutto rulli di pellicola da 10 minuti, i proiettori cosiddetti orizzontali possono contenere tutto un film in un unico rullo. L'uso di questo "segnale visivo" (bollini di forma circolare disposti in alto a destra del quadro per almeno 4 fotogrammi) è dovuto al fatto che un film distribuito in pellicola cinematografica è diviso in vari rulli di varia durata, mediamente 13—16 minuti che possono essere montati in due o più bobine (primo tempo, secondo tempo, ecc.) o proiettati singolarmente sincronizzando opportunamente le macchine da proiezione. Utilizzando, in questo caso, la "proiezione a rulli" le coppie di proiettori proiettano alternativamente le varie parti che però devono essere cronologicamente sincronizzate tra di loro, ovvero finito il rullo in una macchina immediatamente deve iniziare il successivo nell'altra, il proiezionista provvederà al caricamento del rullo successivo nella macchina appena fermata. I bollini avvisano quindi il proiezionista, a fianco alla macchina pronta per la proiezione, di avviarla. Ogni rullo inizia con una coda di sincronizzazione che parte dallo Start con poi conto alla rovescia fino al 3 ed inizio della scena. I primi bollini appariranno prima che finisca il rullo alla distanza che c'è proprio tra Start e l'inizio scena, mentre i secondi a circa un secondo prima, in questo modo quando il proiezionista vede i primi bollini avvia il proiettore che intanto arriva a regime di velocità passando la coda di sincronizzazione (a luce otturata) e nel momento in cui vede i secondi permette allora la proiezione in sala, il primo proiettore non proietta più immagini. Se l'operazione è eseguita correttamente lo spettatore in sala non si accorge del cambio scena. Se una copia da proiettarsi in questo modo non recava i bollini il proiezionista provvedeva manualmente al disegno dei bollini, con una matita a cera o inchiostro o altrimenti raschiando la gelatina (metodo alquanto più invasivo e sconsigliato) alle altezze giuste per la sincronizzazione delle macchine.
Grazie all'adozione di proiettori automatizzati (o semi-automatizzati), i bollini di sincronizzazione sono sostituiti da altri segnali, non invasivi per lo spettatore.

## Nella cultura di massa
Grande notorietà ai segnali di coda è stata data dal film Fight Club di David Fincher (1999), tratto dall'omonimo romanzo di Chuck Palahniuk di tre anni anteriore. In una scena nella quale i due attori Edward Norton e Brad Pitt si rivolgono direttamente al pubblico rompendo la quarta parete, viene detto che le marcature sono chiamate nell'industria cinematografica cigarette burns, o nella versione italiana bruciature di sigarette: effettivamente si tratta di un'espressione mai impiegata su larga scala da parte degli addetti ai lavori. Il regista statunitense John Carpenter ha utilizzato questa espressione come titolo del suo episodio della prima stagione della serie televisiva Masters of Horror, Cigarette Burns - Incubo mortale (2005).
Nell'episodio Un delitto perfetto della serie Colombo, datato 1978, il tenente protagonista viene a conoscenza dei bollini di sincronizzazione tramite un proiezionista; tale elemento sarà di aiuto nella risoluzione del caso.
I bollini sono facilmente visibili anche nella fine degli episodi del cortometraggio animato Tom & Jerry.